# کانتون سارایوو
کانتون سارایوو (به لاتین: Sarajevo Canton) یک کانتون در بوسنی و هرزگوین است که در فدراسیون بوسنی و هرزگوین واقع شده‌است.

## خصوصیات
استان سارایوو ۱٬۲۷۶٫۹ کیلومترمربع مساحت و ۴۳۸٬۴۴۳ نفر جمعیت دارد.